# محلية الكاملين
محلية الكاملين (بالإنجليزية: Al Kamlin District)‏ إحدى محليات ولاية الجزيرة، السودان.